# Dinel Staicu
Dinel Nuțu (fost Staicu) (n. 9 august 1956, în comuna Leu, județul Dolj) este un om de afaceri român.
Este cunoscut pentru construcția și amenajarea Muzeului Comunismului de la Scornicești și a Palatul Republicii Socialiste de la Podari.
Cel din urmă se întinde pe o suprafață de 200 de hectare și este amplasat chiar pe malul râului Jiu.
Este proprietarul Casei Bujorului din Craiova, casa de protocol a familiei Ceaușescu.
A fost proprietar al echipei de fotbal FC Universitatea Craiova, vândută în 2004 pentru cinci milioane de euro lui Adrian Mititelu.
În ianuarie 2010 era șeful SIF Oltenia.
La începutul anului 2011 și-a schimbat numele de familie în Nuțu.

## Familia
Dinel Staicu are doua fiice, Andreea Staicu si Antonia Staicu

## Controverse
În septembrie 2008, Dinel Staicu era acuzat de Departamentul Național Anticorupție (DNA) de fraudarea Băncii Internaționale a Religiilor (BIR) cu 5 milioane de euro.
La data de 15 iunie 2010, Dinel Staicu și fostul președinte al BIR Ion Popescu au fost condamnați la patru ani de închisoare cu executare și la plata a peste opt milioane de lei, într-un dosar privind o fraudă de cinci milioane de euro.
La data de 16 decembrie 2010, Tribunalul București l-a condamnat pe Dinel Staicu la 12 ani de închisoare în dosarul fraudării Băncii Internaționale a Religiilor, majorând astfel pedeapsa de patru ani de închisoare primită de acesta la Judecătoria Sectorului 4. După apelul lui Staicu, sentința a fost schimbată definitiv în aprilie 2011 de Curtea de Apel București la 7 ani închisoare.
Pe 22 februarie 2012, Curtea de Apel București, a anulat toate celei trei sentințe de condamnare pronunțate în cazul lui Staicu.
Decizia celor trei a șocat, procurorul șef al DNA, Daniel Morar, afirmând public că nu s-a așteptat la o asemenea decizie și că nu există autoritate de lucru de judecat în acest dosar.
Cele trei judecătoare care au luat această decizie vor fi judecate disciplinar pentru exercitarea funcției cu rea credință/gravă neglijență.
În același timp, aceiași magistrați din dosar sunt anchetați și de procurorii DNA.
Pe 25 septembrie 2014, a fost condamnat de ICCJ la 5 ani de închisoare pentru dare de mită după ce s-a arătat dispus să dea 1,2 milioane de euro șpagă pentru a scăpa de o altă pedepasă cu închisoarea.
Pe 10 iunie 2015, a fost condamnat la nouă ani de închisoare de Curtea de Apel București, în dosarul deschis de procurorii anticorupție pentru fraudarea patrimoniului SC Transgaz SA Mediaș cu peste 11 milioane de euro.